# NGC 5298
NGC 5298 is een balkspiraalstelsel in het sterrenbeeld Centaur. Het hemelobject werd op 30 maart 1835 ontdekt door de Britse astronoom John Herschel.

## Synoniemen
- ESO 445-39
- MCG -5-33-15
- PGC 48985